# Lilla Bosjön, Värmland
Lilla Bosjön är en sjö i Filipstads kommun i Värmland och ingår i Göta älvs huvudavrinningsområde.